# HH Elite
Horsens Håndbold Elite (HH Elite), tidigare Horsens HK, är en handbollsklubb från Horsens i Danmark, bildad 1985.
HH grundades 1985 då Horsens forenede Håndboldklubber (HfH) och Dagnæs IF valde att gå ihop. HfH var i sig själv en fusion av Horsens Freja och Horsens forenede Sportsklubber (HfS). Horsens HK kan därför föra sina rötter tillbaka till 1920 då man började spela handboll i Horsens förenade Sportklubbar. Horsens HK har spelat i högsta ligan från 1996 till 2011.
HH blev tvångsnedflyttade från division 1 säsongen 2011/2012, för att de inte hade betalat avgiften för att delta i divisionen. Klubben hade blivit nedflyttade från damehåndboldligaen året innan, 2010. Klubbens hemmaarena är Forum Horsens och Dagnæshallen. 2019 tog sig laget åter till damehåndboldligaen.
Tidigare och nuvarande landslagsspelarna som Vivi Kjærsgaard, Gitte Madsen, Anja Byrial Hansen, Karen Brødsgaard, Christina Roslyng, Louise Pedersen, Karin Mortensen, Tine Ladefoged, Mette Sjøberg och Jane Wangsøe Knudsen har alla fått sin handbollsskolning i klubben.
Klubben har inga danska mästartitlar och har som bäst placerat sig på sjätteplats i damehåndboldligaen

## Europacup deltagande
De vann den danska pokaltiteln 2004 och deltog sedan i Cupvinnarcupen 2005/2006. De vann med 60-55 sammanlagt över polska MKS Zagłębie Lubin i 3:e omgången. Första omgången var inställd och de stod över 2:a omgången. I fjärde omgången förlorade laget till med 55-57 sammanlagt till TSV Bayer 04 Leverkusen från Tyskland.
2004/2005 nådde de kvartsfinalerna i EHF-cupen efter segrar över BTNU Minsk (71-41), Randers HK (53-40) och Slovan Duslo Sala (66-58). De förlorade sedan till Conexi Alcoa från Ungern med 61-58 sammanlagt.

## Spelartruppen 2020/21
| Nr | Namn                   | Nationalitet  | Position     | I klubben sedan |
| -- | ---------------------- | ------------- | ------------ | --------------- |
|    | Stephanie Andersen     | Danmark       | Målvakt      | 2020            |
|    | Celine Holst Elkjær    | Danmark       | Linjespelare | 2020            |
|    | Susanne Madsen         | Danmark       | Vänsternia   | 2020            |
| 5  | Mette Lassen           | Danmark       | Vänstersexa  | 2019            |
| 6  | Camilla Madsen         | Danmark       | Mittnia      | 2017            |
| 7  | Ricka Gindrup          | Danmark       | Linjespelare | 2019            |
| 10 | Daniela Gustin         | Sverige       | Högersexa    | 2019            |
| 11 | Melissa Petrén         | Sverige       | Mittnia      | 2019            |
| 13 | Claudia Rompen         | Nederländerna | Målvakt      | 2019            |
| 16 | Frederikke Rasmussen   | Danmark       | Målvakt      | 2016            |
| 17 | Sara Rexhepi           | Kosovo        | Vänsternia   | 2019            |
| 21 | Frederikke Gulmark     | Danmark       | Vänsternia   | 2019            |
| 88 | Emily Baunsgaard       | Danmark       | Vänsternia   | 2018            |
|    | Trine Knudsen          | Danmark       | Mittnia      | 2020            |
|    | Anne Sofie Filtenborg  | Danmark       | Högersexa    | 2020            |
|    | Maria Mose Vestergaard | Danmark       | Vänstersexa  | 2020            |
|    | Julie Gantzel          | Danmark       | Linjespelare | 2020            |

## Kända svenska spelare i urval
- Åsa Lundmark (2000–2002)
- Theresa Claesson (2001–2002)
- Jessica Enström (2007)
- Annika Wiel Fredén (2005–2010)
- Sara Holmgren (2001–2005)
- Åsa Eriksson/Mogensen (2002–2005)
- Melissa Petrén (2019–2021)
- Daniela Gustin (2019–2021)